# Шеллі (село)
Шеллі (азерб. Şelli) — село у Агдамському районі Азербайджану. Село розташоване на схід від Аскерана, неподалік від села Нахіджеванік. 